# Iglesia de San Francesco di Paola (Pavía)
La Iglesia de San Francesco di Paola es un antiguo edificio de culto en Pavía. Hoy en día, el edificio se utiliza como sala de conferencias y fue cedido para su uso al Colegio Ghislieri.

## Historia
Fue construida en 1715 junto al convento de los Padres Minimi de San Francescisco da Paola, diseñado por el arquitecto Giovanni Antonio Veneroni. Aunque fue consagrado en 1721, el edificio no se terminó hasta 1738, cuando se completó la fachada, inspirada en el estilo de Borromini. Elevada a la categoría de parroquia en 1788, fue suprimida en 1805 y utilizada como depósito de armas de la cercana Academia Militar y luego, durante la restauración, albergó la Escuela Cívica de Dibujo y el primer núcleo del Museo Arqueológico. Vendido en préstamo para el uso del Colegio Ghislieri, fue objeto de una profunda restauración entre 1997 y 2001, mientras que el convento cercano se utiliza como escuela. 